# Immanuelskyrkan, Trollhättan
Immanuelskyrkan i Trollhättan var en kyrkobyggnad som först var ansluten till Svenska missionskyrkan och därefter Metodistkyrkan. Under 2010 bildade metodistförsamlingen och Trollhättans baptistförsamling (Karlstorp) en ny församling, Ekumeniska församlingen. 23 september 2012 hölls den sista gudstjänsten i kyrkobyggnaden som därefter avsakraliserades, detta eftersom församlingens storlek inte medgav två kyrkobyggnader.

## Kyrkobyggnaden
Den tidigare kyrkobyggnaden, vilken uppfördes 1900 och som ursprungligen var en av tre missionsförsamlingar i staden, ligger i stadsdelen Strömslund i Trollhättans västra del. 
Kyrkan tillhörde 1900-1987 Strömslunds missionsförsamling och ingenjören Eduard Albert stöttade församlingen vid bygget av kyrkan. 1987 gick Strömslunds missionsförsamling ihop med Trollhättans missionsförsamling och 1994 flyttades verksamheten till den nybyggda Trollhättans missionskyrka. Kyrkan såldes 1998 till Metodistförsamlingen.
Kyrkan har byggts ut och renoverats flera gånger. Numera är kyrkan omgjord till vandrarhem.

## Inventarier
Altartavlan, altarrundeln, altaret och dopfunten, överfördes till Karlstorpskyrkan.